# K-Kommando

Logo des K-Kommando

Das K-Kommando, oder auf Estnisch K-komando, ist eine Spezialeinheit der estnischen Polizei, die 1991 zur Bekämpfung der steigenden Kriminalität gegründet wurde.
Die Einheit wurde von Lembit Kolk (im Ruhestand), von dem die Einheit ihren Namen erhalten hat, gegründet. Die Einheit wurde vom FBI trainiert. Das K-Kommando ist bewaffnet und zuständig für die Bereiche Festnahme von Verbrechern, Geiselnahme und Unterdrückung von Unruhen. Sie ist Mitglied im Atlas-Verbund.